# ムブティ族
ムブティ族(Mbuti)（バンブティ族(Bambuti)）はアフリカのコンゴの複数のピグミー部族の総称である。人口は3-5万人。言語は中央スーダン語族（ナイル・サハラ語族）またはバントゥー語群（ニジェール・コンゴ語族）を話す。コンゴ民主共和国の北-北東にある7万平方キロメートルに及ぶイトゥリの森（英: Ituri (Rain)forest）に住み、狩猟採集社会を築き、15-60人の比較的小さな社会を創る。コンゴの最も古い先住民族の1つである。

## 区分
以下の3つの特徴的な集団がある。
1. エフェ族は近隣のスーダン系民族の言語、レセ語（Lese）を話す。
2. スア・カンゴ・ムブティ族は近隣のバントゥー系民族言語、ビラ語の方言を話す。
3. アスア族はムブティ族の中では唯一独自の言語を持つ民族であり、アスア語は近くのスーダン系言語のマングベツ語（Mangbetu）にとても似ている。

ムブティという言葉は、イトゥリの森の中央に住む一民族だけでなくイトゥリ地方に住む全てのピグミーを表すように用いられて来たので紛らわしい。紀元前2500年頃に古代エジプトが「森の民」と呼んだ人々がムブティ族だったという説がある。

## 環境

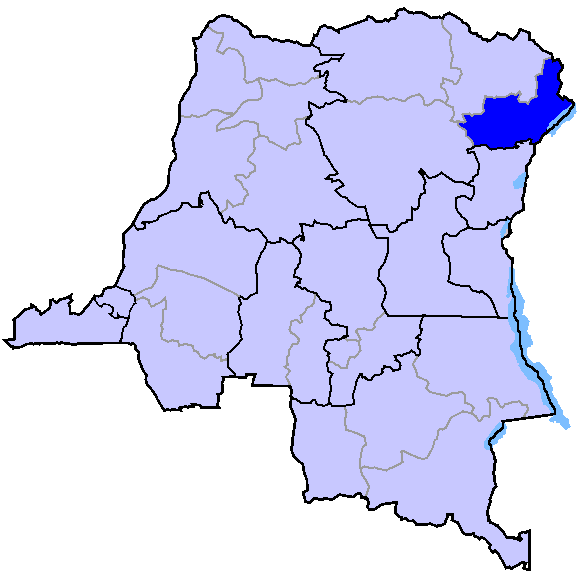
コンゴ民主共和国内のイトゥリ熱帯雨林の位置

イトゥリ熱帯雨林地方では毎年127～180cmの多くの雨が降る。乾季は比較的短く、1～2ヶ月である。この森は点在する川や湖の為に湿った地域である。ムブティ族に影響を与える生態学的要因が幾つかある。例えば病気は森では多く発生し素早く広まり、人間だけでなく植物や動物、主要食糧源も同様に殺し破壊する。ツェツェ蠅が媒介するアフリカ睡眠病は大型哺乳類に限られる。雨が多すぎる事で、洪水も同様に食料供給を脅かす。

## 家と組織
ムブティ族は村に住み、家族で一緒に家に住む。乾季の始まりに彼らは村を出て森に入り野営を始める。こうしてムブティ族はより多くの森で資源を集める事が出来る。この村人達は他の集団とは分かれている。彼らの家は小さく円形で短期的な物である。家の建築は地面に家の枠を描く事から始まる。家の壁は強く地面に突き立てた棒であり上部を蔓で結ぶ。屋根は大きな葉で作られる。

## 食料と資源
ムブティ族は原則的に狩猟採集社会である。彼らは蟹や貝、蟻、幼虫、蝸牛、豚、羚羊、猿、魚、蜂蜜、豆科植物、ピーナッツ、ハイビスカス、アマランサス、瓜科植物等を食べる。野菜はヤム芋や液果、果物、根、葉、コーラナッツを食べる。狩りでは特に森猪を狙う事が知られている。森猪から得られる肉は鼠の肉と同様に「クウェリ」、即ち食べた者に病気を齎す悪い肉と考えられている。しかしそれらは農業を行うバントゥー族の集団との交易では貴重な商品である。森猪を「クウェリ」と定義する伝承もあり、理由は夜行性である事やムブティ族が作った農産物を好んで食べる為である。この伝承はムブティ神話と繋がり、森猪が「ネゴーグノグンバー」の物理的兆候と考えられている。更に、森猪がムブティ族の乳児を夜に食べていたという不確かな報告もある。他の森で得られる食料は「クウェリ」でない。ムブティ族は狩りに網や罠、弓矢を用いる。女性や子供達も時には獲物を網に追い込む手伝いをする。男女共食料採集を行う。それぞれの村が固有の狩場を持っているが、境界を維持するのは難しい。

## 交易
バントゥー族の村人とムブティ族は多くの商品を交易で入手する。時には鉄の道具、壺、木製商品、籠を肉や動物の皮、森で取れる物と交換する。野生動物の肉は特に交換される商品である。仲介人を通して村人と農作物を交換する事もある。

## 労働
狩りは男性、女性、子供達が協力して行う。女性と子供達は弓矢を使う狩りには参加しないが、網を使う狩りには参加する。女性の方が網で男性よりも多くの獲物を捕らえる事もある。男性が網を守る横で、女性と子供達は動物を網に追い込む。皆が採集に参加し、男女共に子供達の安全を気にする。女性は料理や掃除、家の修復、水の獲得に責任を持つ。親類を基準にした組織は食料を得る為に協力し若者を養う。男性にとって蜂蜜を取るために女性を木に持ち上げる事は容易である。

## 親族関係と血統の仕組み
ムブティ族は父系制の血統の仕組みを持ち、結婚後は夫の家族と共に暮らす。しかし、この仕組みは緩くなって来ている。現在ムブティ族に見られる家族形態は核家族のみである。親戚同士での助け合いも多い。

## 結婚習慣
姉妹交換は一般的な結婚の形である。相互交換に基づいて、他の村から来た男性は姉妹や他の女性も一緒に連れてくる。ムブティ族の社会では結婚料金は習慣にはなっていない。非公式な結婚式は、花婿が花嫁の家族に自分だけで狩って殺した羚羊を送る。 複婚も行われるが、集団によって割合は異なり、一般的な事でもない。山内昶によれば、ムブティ族では母親が息子と親子婚をすることが文化的に容認されていたとされる。ムブティ族の男性が、超自然的な力が齎されるとの話から軍隊の兵士によるメイル・レイプの標的にされている模様という報告がある。

## 政治構造
ムブティ族の社会は支配する集団や血統を持たず、政治組織は存在せず、小さな社会構造があるだけである。ムブティ族は平等主義の社会で、村が最高の社会組織である。狩猟遠征の際に先導者が現れる事もある。基本的に男女平等である。問題や決定は火の周りの会議で議論され、この際男女平等に議論に参加する。違反や微罪、暴力があれば、違反者は殴られたり軽蔑される事で罰される。近年では違反者は森から追い出され個人地主の元で薄給、もしくは無給で働かされる。

## 宗教
ムブティ族の生活の全ては森を中心に行われる。彼らは森は偉大な守護者であり、供給者であり、聖地であると考えている。彼らは時に森を「父」や「母」と呼ぶ。ムブティ族の生活に影響を与える重要な儀式は「モリモ」とあらわされる。族の主要人物の死等の出来事の後には、「モリモ」は森を揺らす程に騒々しく行われる。これは何か悪い事が子供達に起きたらそれは森が寝ているせいだと考える為である。多くのムブティ族の儀式の中で、「モリモ」を完了する時間は厳格に定められているわけではなく、集団の雰囲気によって決められる。各家庭から「モリモ」に捧げる食料が集められ、夜には男性が炎の周りで踊り歌う。女性と子供達は扉を閉めて家の中にいなければならない。これらの習慣はイギリス人考古学者のコリン・ターンブルによって研究された。「モリモ」は儀式の間に男性が吹くトランペットの名前でもある。伝統的にこれは木や竹で作られるが、ターンブルは金属の筒で作った物もあったと報告している。「モリモ」が奏でる音は材料そのものよりも重要と考えられている。使わない時は、トランペットは森の木に保存される。儀式の間、トランペットは村の若者が火に投げ入れる。

## オタ・ベンガ論争
オタ・ベンガ (1883年頃～1916年3月20日)はコンゴ民主共和国のムブティ族であり、1904年のミズーリ州のセントルイス万国博覧会に他のアフリカ人と共に人類学的展示として出展された。また、1906年にブロンクス動物園(ニューヨーク)の人間動物園で展示された。ベンガは伝道師のサミュエル・フィリップス・ヴァーナーによってコンゴの奴隷商人から解放された後、ミズーリに連れて行かれた。ブロンクス動物園では猿山で展示物にされた。20世紀初頭には非西洋人を人類の進化の初期段階として展示するのが一般的であり、人種主義は主に生物進化の概念で議論された。アメリカ中のアフリカ系アメリカ人の新聞はベンガの扱いに強く反対した。黒人教会報道官のR.S.マッカーサー博士は、ニューヨーク市長にベンガを解放するよう請願した。市長はベンガをブルックリンでハワード有色孤児保護施設を運営するジェームズ・M・ゴードンの保護の元に解放した。同年ゴードンはベンガをヴァージニアで世話されるように手配した。ベンガはそこでアメリカ式衣服を買い、歯を磨き、社会の一員となった。ベンガは英語を教えられ働き始めた。数年後、第一次世界大戦勃発によって海上乗客輸送が止まり、彼はアフリカに帰れなくなり失望した。彼は1916年に32歳で自殺をした。

## 今日の主要課題
ムブティ族の生き方は様々な理由で脅かされている。コンゴ民主共和国内の彼らの領地は何の法的保護も無く、各村が主張する境界は公式には設置されていない。ムブティ族は大型生物を狩る事も禁じられている。森林破壊や金の採掘、近代的農園、農学者、環境保護の努力によって彼らの食料供給は脅かされている。国中にも社会不安がある。